# Stanisław Krzesiński
Stanisław Błażej Krzesiński (ur. 3 lutego 1950 w Białobrzegach) – polski zapaśnik, trener, olimpijczyk z Monachium 1972 i Montrealu 1976.
Zawodnik klubów: Radomiaka Radom w latach 1965-1968 oraz GKS Katowice w latach 1969-1979. Występował w stylu klasycznym w wadze półśredniej i średniej. Mistrz Polski w wadze półśredniej w latach 1971, 1973, 1974 oraz średniej w roku 1976.
Uczestnik mistrzostw świata w roku 1971, w których zajął 5. miejsce; w 1978 podczas których zajął 6. miejsce.
Uczestnik mistrzostw Europy w roku: 1972 - zajął 6. miejsce, 1974 - zajął 4. miejsce, 1974 - zajął 6. miejsce.
Na igrzyskach olimpijskich w 1972 roku wystartował w wadze półśredniej zajmując 11. miejsce. Na igrzyskach w Montrealu wystartował w wadze półśredniej zajmując 11. miejsce.
Po zakończeniu kariery sportowej podjął pracę trenera. W roku 1979 został asystentem trenera kadry narodowej Janusza Tracewskiego. W roku 1980 został trenerem kadry narodowej zapaśników stylu klasycznego z którą pracował aż do roku 1992. W tym czasie jego podopiecznymi byli m.in.: Jerzy Choromański, Bogdan Daras, Andrzej Głąb, Andrzej Malina, Piotr Stępień, Józef Tracz, Roman Wrocławski, Ryszard Wolny, Andrzej Wroński, Włodzimierz Zawadzki.
Podczas mistrzostw Europy w 1984 roku w szwedzkim Jönköping obezwładnił uzbrojonego terrorystę.
W roku 1987 został wybrany plebiscycie Przeglądu Sportowego Trenerem Roku. Odznaczony Krzyżem Kawalerskim Orderu Odrodzenia Polski oraz Krzyżem Oficerskim Orderu Odrodzenia Polski.